# My — Ukraina
My — Ukraina (ukrainisch Ми — Україна) ist ein ukrainischer Nachrichtensender, der aus ehemaligen Mitarbeitern der geschlossenen Fernsehsender Ukraina und Ukraina 24 besteht, die dem ukrainischen Oligarchen Rinat Achmetow gehörten.

## Geschichte
Der Kanal begann am 18. Oktober 2022 auf YouTube zu senden. Am 19. Oktober 2022 erteilte der Nationale Rat für Fernseh- und Hörfunk der Ukraine dem Kanal eine Satellitenlizenz für 10 Jahre.
Am 3. November wurde eine befristete Genehmigung für die Ausstrahlung während des Kriegsrechts im MX-2 Digital Ether Network DVB-T2 auf dem Gelände des geschlossenen Kanals "Ukraine 24 erteilt. Am 7. November begann der Kanal mit dem Sendebetrieb im MX-2 Digital Ether Network DVB-T2. Seit 8. November nimmt der Sender bei den vereinten Nachrichten teil. Am 31. Dezember begann der Kanal mit der Sattelitenausstahlung.